# Oulangia
Oulangia is een geslacht van koralen uit de familie van de Rhizangiidae.

## Soorten
- Oulangia bradleyi (Verrill, 1866)
- Oulangia cyathiformis Chevalier, 1971
- Oulangia stokesiana Milne Edwards & Haime, 1848